# Vama (Suceava)
Vama è un comune della Romania di 6 211 abitanti, ubicato nel distretto di Suceava, nella regione storica della Bucovina.
Il comune è formato dall'unione di 4 villaggi: Molid, Prisaca Dornei, Strâmtura, Vama.